# 鮑伯·佛許
羅伯特·赫伯特·佛許（英語：Robert Herbert Forsch，1950年1月13日—2011年11月3日），為美國職棒大聯盟的投手。生涯曾效力過紅雀與太空人兩隊。
佛許在1977年拿下單季20勝，在紅雀拿下163勝名列隊史第四。他是紅雀隊史唯一一位投出兩場無安打比賽的投手，弟弟肯也曾在太空人投出無安打比賽，為大聯盟唯一一對達成此紀錄的兄弟檔。

## 職業生涯
1968年，佛許兄弟倆都投入選秀。哥哥鮑伯在第26輪被紅雀選走，弟弟肯則是在第34輪被太空人選走。
1974年7月7日，佛許在雙重賽首戰登上大聯盟。他和紅人隊的Tom Carroll上演一場精采的投手戰，不過最終吞敗。他在第二場先發完封勇士拿下大聯盟首勝，並在球季倒數第二場先發面對海盜投出7局無安打，9局3安打完封勝的好表現。
1977年，佛許拿下單季20勝。隔年4月16日，他投出生涯首場無安打比賽。5月11日，他面對道奇隊投出3安打完封勝。4天之後拿下大聯盟首次救援成功。不過整季他僅拿下11勝11敗，防禦率3.70。
1982年，佛許首度嘗到季後賽的滋味。1982年國家聯盟冠軍賽首場，佛許擔任先發並投出6次三振，同時自己還敲出2支安打。雖然他在世界大賽面對釀酒人先發兩場全數吞敗，但紅雀仍以4勝3敗拿下世界大賽冠軍。
1983年，佛許只拿下10勝12敗，球隊戰績也掉到79勝83敗。不過他在9月26日投出生涯第二場無安打比賽，成為紅雀隊史第一人。歷史上也只有25個投手能投出2場以上無安打比賽而已。1984年，他因為背部動手術差點導致職業生涯結束，但他在休息3個月後仍成功重返球場。
1985年10月4日，佛許拿下個人球季最後一勝，同時幫助紅雀持續在分區龍頭排名緊咬大都會。後來紅雀以3場勝差拿下分區龍頭，並在國聯冠軍賽擊敗道奇隊。不過紅雀在第六場因為一壘審的誤判錯失勝利，最終3勝4敗輸給皇家。而佛許在季後賽吞下1敗，防禦率8.53。
1987年國家聯盟冠軍賽第二場，巨人外野手Jeffrey Leonard因為開轟後繞壘用走的引發紅雀球迷和球員不滿，因此佛許上場後，故意對Leonard投出背部觸身球。
1988年，佛許拿下9勝4敗，防禦率3.73。之後太空人為了補強在季中將佛許交易過來，但他僅拿下1勝4敗，防禦率6.51。隔年他先發後援兩頭跑，在拿下4勝5敗，防禦率5.32的成績後，佛許宣布退休。

## 逝世
2011年世界大賽第七場，佛許受邀出席開球儀式。不過不到一個禮拜後，他在11月3日因胸主動脈瘤驟逝，享年61歲。

## 生涯投球數據
| 勝投 | 敗投 | 防禦率 | 出賽場次 | 先發 | 完投 | 完封 | 投球局數 | 安打 | 失分 | 自責分 | 全壘打 | 保送 | 三振 | 暴投 | 觸身球 |
| ---- | ---- | ------ | -------- | ---- | ---- | ---- | -------- | ---- | ---- | ------ | ------ | ---- | ---- | ---- | ------ |
| 168  | 136  | 3.76   | 498      | 422  | 67   | 19   | 2794.2   | 2777 | 1319 | 1169   | 216    | 832  | 1133 | 93   | 45     |

## 外部連結
- 球員資訊和成績在MLB ，ESPN ，Retrosheet ，Baseball Reference ，Fangraphs ，The Baseball Cube ，Baseball Almanac （英文）

| 前任： 伯特·布萊勒文 Dave Righetti | 投出無安打比賽的投手 1978年4月16日 1983年9月26日 | 繼任： 湯姆·西佛 Mike Warren     |
| 前任： Rick Rhoden                 | 國聯銀棒獎投手 1980年 1987年                     | 繼任： 費南多·瓦倫祖拉 Tim Leary |